# 리지 메르시에 데클루
리지 메르시에 데클루(Lizzy Mercier Descloux, 1956~2004)는 프랑스의 싱어송라이터, 작곡가, 배우, 작가, 화가이다.

## 개요
리지는 파리 출생으로 리옹에서 키워지다가 예술공부를 위해 다시 파리로 왔다. 파트너인 미셸 에스테반 Michel Esteban과 함께 해리 커버(Harry Cover)라는 상점을 열었는데 이곳은 프랑스 펑크 운동의 성지가 되었고  뉴 웨이브 (음악) 잡지인 Rock News를 내기도 했다. 그녀는 75년 뉴욕에 왔을때 패티 스미스와 리처드 헬을 만나 친구가 되었고 그들은 그녀의 첫 책 Desiderata를 위해 글을 써주었다. 그녀와 에스테반은 뉴욕으로 이주했고 에스테반은 마이클 질카 Michael Zilkha를 만나 ZE 레코드를 설립했다.
기타리스트 DJ 반스와 함께 리지는 퍼포먼스팀 로사 예멘(Rosa Yemen)을 만들고 78년 첫 EP를 냈다. 79년 리지의 첫 솔로앨범 Press Color를 ZE에서 발매한다. 기타를 독학한 그녀는 뉴욕의 노웨이브 씬에서 불협화음, 훵키, 미니멀한 연주가 섞인 연주를 하며 홍보했지만 음반 판매고는 저조했다.
아일랜드 레코드의 사장 크리스 블랙웰은 그녀의 2집을 위한 세션비를 대기로 결정했다. 바하마에서 녹음되었고 아프리카 음악에 아트 록, 훵크, 소울의 영향을 받았다. 역시 판매고가 높진 않았지만 프랑스에서도 음반이 발매되었다.
프랑스로 돌아오기 전 두장의 싱글을 프랑스에서 발매했는데 84년에 Mais où Sont Passées les Gazelles?가 히트했고 3집 Zulu Rock도 꽤 호응을 얻었다. 4집 One for the Soul은 브라질에서 녹음했으며  쳇 베이커가 트럼펫을 연주해주었다. 이후 5집 Suspense를 런던에서 녹음한다.
90년대 중반 그녀는 코르시카로 이주해 그림과 글쓰기에 집중했으나 발표하진 않았다. 03년 난소암 판정을 받고 04년 사망했다. 이후 에스테반이 그녀의 전 앨범을 재발매했다.

## 앨범
- Rosa Yemen – Live in N.Y.C July 1978 (1978)
- Press Color (1979)
- Mambo Nassau (1981)
- Zulu Rock (1984)
- One for the Soul (1985)
- Suspense (1988)